# بين ماثيوز
بين ماثيوز (بالإنجليزية: Ben Matthews)‏ هو عازف قيثارة بريطاني، ولد في 21 يوليو 1963.

## وصلات خارجية
- بين ماثيوز على موقع ميوزك برينز (الإنجليزية)
- بين ماثيوز على موقع أول ميوزيك (الإنجليزية)
- بين ماثيوز على موقع ديسكوغز (الإنجليزية)